# Матеус Лейті Насіменту
Матеус Лейті Насіменту (порт. Matheus Leite Nascimento; нар. 15 січня 1983, Рібейрополіс, Сержипі, Бразилія), відоміший як Матеус (порт. Matheus) — бразильський футболіст, нападник китайського клубу «Шицзячжуан Юнчан».

## Кар'єра

### «Ітабаяна»
Футбольну кар'єру Матеус почав у бразильському клубі «Ітабаяна». Де провів 2003—2005 роки. У 2005 виграв з командою Чемпіонат Sergipano. А також був визнаний найкращим нападником турніру.

### «Марко»
Влітку 2005 року Лейте переїхав до Португалії, де виступав у нижчому дивізіоні за клуб «Марко». За рік він зіграв 14 матчів та відзначився 4 голами. Цього ж року покинув клуб.

### «Брага»
В січні 2006 року Матеус був куплений клубом вищого дивізіону Португалії — «Брагою».
Протягом 2007 року Матеус двічі перебував в оренді у Португальських клубів: «Бейра-Мар» й «Віторія» (Сетубал). За перший він не забив жодного гола. Хоча зіграв 14 матчів. А за другий забив 5 м'ячів за 15 ігор.
У сезоні 2009—2010 Матеус з'являвся у всіх 30 матчах за «Брагу», допомігши їй зайняти друге місце, програвши «Бенфіці» 5 очок, яке дало їй можливість виступити у Лізі чемпіонів з третього кваліфікаційного раунду.

### «Дніпро»

#### Сезон 2010—2011 (друга частина)
У зимове трансферне вікно 2010—2011 Матеус підписав контракт на 3,5 роки з дніпропетровським «Дніпром». Сума трансферу склала 1 млн євро. Дебютував у 2011 році в матчі проти «Таврії». Перший сезон він провів не дуже вдало. Вийшов лише у 3 матчах і не відзначився результативними діями.

#### Сезон 2011—2012
У першому матчі сезону, проти київського «Арсеналу», забив гол. Через матч відзначився забитим м'ячем у ворота луцької «Волині» на 89 хвилині. У 10 турі забив гол у ворота сімферопольської «Таврії». А в наступному матчі, який відбувся в рамках Кубка України, теж уразив ворота суперника. З 12 по 14 тури робив результативну серію, за ці три матчі він забив 2 м'ячі й віддав свою першу гольову передачу за клуб. У 19 турі, в матчі проти «Іллічівця», відзначився гольовим пасом. На 30 хвилині матчу з «Шахтарем», забив гол. У матчі проти луганської «Зорі», отримав жовту картку на 94 хвилині й забив гол на 95. У принциповому матчі, проти «Металіста», забив гол на 58 хвилині. Закінчив сезон червоною карткою, на 14 хвилині матчу проти київської «Оболоні».

#### Сезон 2015—2016
У сезоні 2015/16 у матчі проти донецького «Шахтаря» віддав фантастичну передачу п'яткою на Руїса, що дозволило команді відкрити рахунок. Наприкінці травня 2016 року стало відомо, що Матеус залишив «Дніпро», вирішивши не продовжувати контракт, що закінчується 30 червня. Проте 25 травня гравець спростував цю інформацію.
Наприкінці червня 2016 року став гравцем китайського клубу «Шицзячжуан Юнчан».

## Статистика за Дніпро
| Клуб     | Сезон   | Чемпіонат | Чемпіонат | Чемпіонат | Кубок | Кубок | Кубок    | Єврокубки | Єврокубки | Єврокубки |
| Клуб     | Сезон   | Ігри      | Голи      | Передачі  | Ігри  | Голи  | Передачі | Ігри      | Голи      | Передачі  |
| -------- | ------- | --------- | --------- | --------- | ----- | ----- | -------- | --------- | --------- | --------- |
| «Дніпро» | 2010-11 | 3         | 0         | 0         | 0     | 0     | 0        | —         | —         | —         |
| «Дніпро» | 2011-12 | 23        | 7         | 4         | 1     | 1     | 0        | 0         | 0         | 0         |
| «Дніпро» | 2012-13 | 28        | 6         | 5         | 4     | 3     | 0        | 7         | 3         | 0         |
| «Дніпро» | 2013-14 | 29        | 13        | 4         | 0     | 0     | 0        | 6         | 1         | 0         |
| «Дніпро» | 2014-15 | 8         | 2         | 0         | 1     | 0     | 0        | 8         | 0         | 1         |
| «Дніпро» | 2015-16 | 23        | 7         | ?         | 5     | 3     | 1        | 6         | 2         | 1         |
| Разом    | Разом   | 114       | 35        | 13        | 11    | 7     | 1        | 27        | 6         | 2         |

## Досягнення

### Командні
«Ітабаяна»
- Чемпіон штату Сержипі: 2005

 «Брага»
- Володар Кубка Інтертото: 2008
- Віце-чемпіон Португалії: 2009/10

 «Дніпро»
- Віце-чемпіон України: 2013/14
- Бронзовий призер чемпіонату України: 2014/15, 2015/16
- Фіналіст Ліги Європи: 2014/15

### Індивідуальні
- Найкращий нападник чемпіонату штату Сержипі: 2005